# Trouble (Pink)
Trouble is een nummer van de Amerikaanse zangeres Pink uit 2003. Het is de tweede single van haar derde studioalbum Try This.
Het nummer werd in voornamelijk Europese landen een hit. In de Amerikaanse Billboard Hot 100 had het met een 68e positie niet veel succes. In de Nederlandse Top 40 werd de 10e positie behaald, en in de Vlaamse Ultratop 50 de 32e.